# IIHF Challenge Cup of Asia 2019
Der IIHF Challenge Cup of Asia 2019 war die zwölfte Austragung des durch die Internationale Eishockey-Föderation IIHF durchgeführten Wettbewerbs. Das Turnier wurde mit sieben Teilnehmern zwischen dem 1. und 9. März 2019 ausgetragen. Als Spielort fungierte Kuala Lumpur, die Hauptstadt Malaysias. Gespielt wurde in der Eishalle der Empire City Mall, die auch unter dem Namen Malaysia National Ice Skating Stadium (MyNISS) firmiert, mit einem Fassungsvermögen von 700 Zuschauern. Insgesamt besuchten 3.639 Zuschauer die 18 Turnierspiele, was einem Schnitt von 202 pro Partie entspricht.
Den Titel sicherte sich zum zweiten Mal in Folge die Mongolei, die sich im Finalspiel gegen die Mannschaft der Philippinen mit 6:3 durchsetzte. In der Vorrunde hatten die Mongolen noch mit dem gleichen Ergebnis das Direktduell verloren. Den dritten Rang erreichte die Mannschaft Singapurs.

## Teilnehmer
Am Turnier nahmen sieben Nationalmannschaften teil, die in zwei leistungsmäßig abgestuften Gruppen zu vier und drei Teams spielten, teil. Dabei setzten sich die beiden Gruppen nach den Platzierungen der Nationalmannschaften beim Challenge Cup 2018 nach folgendem Schlüssel zusammen:
| Gruppe A        | Gruppe B       |
| --------------- | -------------- |
| Mongolei (1)    | Macau (7)      |
| Philippinen (3) | Indonesien (8) |
| Singapur (4)    | Oman (–)       |
| Malaysia (6)    |                |

Der letztjährige Teilnehmer und Zweitplatzierte  Thailand verzichtete erstmals seit der Einführung des Wettbewerbs im Jahr 2008 auf eine Teilnahme und debütierte in der Qualifikation zur Weltmeisterschaft der Division III 2019. Ebenso meldeten  Kuwait, das ebenfalls an der WM-Qualifikation teilnahm, und  Indien nicht für das Turnier. Einzig der Oman kehrte nach einjähriger Abwesenheit in den Spielbetrieb zurück, womit sich die Teilnehmerzahl von neun auf sieben Mannschaften reduzierte.

## Modus
Nach den Gruppenspielen der Vorrunde qualifizierten sich der Gruppenerste und -zweite der Gruppe A direkt für das Halbfinale. Der Dritte und Vierte derselben Gruppe erreichten das Viertelfinale. In der Gruppe B gilt dies für den Gruppenersten und -zweiten. Die Teams im Viertelfinale bestritten je ein Qualifikationsspiel zur Halbfinalteilnahme.

## Austragungsort
| \| Kuala Lumpur \|             |
| Austragungsort des Wettbewerbs |
| Kuala Lumpur                   |

| Kuala Lumpur |

## Vorrunde

### Gruppe A
| 1. März 2019 20:30 Uhr (Ortszeit) | Singapur | 2:6 (1:0, 1:3, 0:3) Spielbericht | Malaysia | Empire City Ice Arena, Kuala Lumpur Zuschauer: 303 |

| 2. März 2019 20:30 Uhr | Philippinen | 7:4 (1:2, 4:1, 2:1) Spielbericht | Singapur | Empire City Ice Arena, Kuala Lumpur Zuschauer: 233 |

| 3. März 2019 20:30 Uhr | Malaysia | 5:9 (1:2, 1:3, 3:4) Spielbericht | Mongolei | Empire City Ice Arena, Kuala Lumpur Zuschauer: 355 |

| 4. März 2019 20:30 Uhr | Mongolei | 13:3 (2:1, 6:1, 5:1) Spielbericht | Singapur | Empire City Ice Arena, Kuala Lumpur Zuschauer: 127 |

| 5. März 2019 20:30 Uhr | Philippinen | 7:4 (2:2, 2:2, 3:0) Spielbericht | Malaysia | Empire City Ice Arena, Kuala Lumpur Zuschauer: 297 |

| 6. März 2019 20:30 Uhr | Mongolei | 3:6 (2:4, 1:2, 0:0) Spielbericht | Philippinen | Empire City Ice Arena, Kuala Lumpur Zuschauer: 161 |

| Pl. |             | Sp | S | OTS | OTN | N | Tore  | Punkte |
| 1.  | Philippinen | 3  | 3 | 0   | 0   | 0 | 20:10 | 9      |
| 2.  | Mongolei    | 3  | 2 | 0   | 0   | 1 | 25:14 | 6      |
| 3.  | Malaysia    | 3  | 1 | 0   | 0   | 2 | 15:18 | 3      |
| 4.  | Singapur    | 3  | 0 | 0   | 0   | 3 | 08:26 | 0      |

Abkürzungen: Pl. = Platz, Sp = Spiele, S = Siege, OTS = Siege nach Verlängerung (Overtime) oder Penaltyschießen, OTN = Niederlagen nach Verlängerung oder Penaltyschießen, N = Niederlagen

Erläuterungen: Halbfinalqualifikant, Viertelfinalqualifikant

### Gruppe B
| 1. März 2019 17:00 Uhr (Ortszeit) | Indonesien | 3:2 (0:0, 2:2, 1:0) Spielbericht | Oman | Empire City Ice Arena, Kuala Lumpur Zuschauer: 127 |

| 2. März 2019 17:00 Uhr | Macau | 3:6 (1:2, 2:2, 0:2) Spielbericht | Indonesien | Empire City Ice Arena, Kuala Lumpur Zuschauer: 188 |

| 3. März 2019 17:00 Uhr | Oman | 5:6 (1:3, 1:2, 3:1) Spielbericht | Indonesien | Empire City Ice Arena, Kuala Lumpur Zuschauer: 107 |

| 4. März 2019 17:00 Uhr | Macau | 6:1 (1:0, 2:0, 3:1) Spielbericht | Oman | Empire City Ice Arena, Kuala Lumpur Zuschauer: 94 |

| 5. März 2019 17:00 Uhr | Indonesien | 3:4 (2:3, 1:1, 0:0) Spielbericht | Macau | Empire City Ice Arena, Kuala Lumpur Zuschauer: 112 |

| 6. März 2019 17:00 Uhr | Oman | 7:1 (1:0, 5:0, 1:1) Spielbericht | Macau | Empire City Ice Arena, Kuala Lumpur Zuschauer: 82 |

| Pl. |            | Sp | S | OTS | OTN | N | Tore  | Punkte |
| 1.  | Indonesien | 4  | 3 | 0   | 0   | 1 | 18:14 | 9      |
| 2.  | Macau      | 4  | 2 | 0   | 0   | 2 | 14:17 | 6      |
| 3.  | Oman       | 4  | 1 | 0   | 0   | 3 | 15:16 | 3      |

Abkürzungen: Pl. = Platz, Sp = Spiele, S = Siege, OTS = Siege nach Verlängerung (Overtime) oder Penaltyschießen, OTN = Niederlagen nach Verlängerung oder Penaltyschießen, N = Niederlagen

Erläuterungen: Viertelfinalqualifikant

## Finalrunde
|  | Viertelfinale | Viertelfinale | Viertelfinale |  |  | Halbfinale | Halbfinale  | Halbfinale |  |    | Finale           | Finale           | Finale           |
|  |               |               |               |  |  |            |             |            |  |    |                  |                  |                  |
|  |               |               |               |  |  | A1         | Philippinen | 6          |  |    |                  |                  |                  |
|  | A4            | Singapur      | 7             |  |  | A4         | Singapur    | 1          |  |    |                  |                  |                  |
|  | B1            | Indonesien    | 4             |  |  |            |             |            |  | A1 | Philippinen      | 3                |                  |
|  |               |               |               |  |  |            |             |            |  | A2 | Mongolei         | 6                |                  |
|  |               |               |               |  |  | A2         | Mongolei    | 12         |  |    |                  |                  |                  |
|  | A3            | Malaysia      | 8             |  |  | A3         | Malaysia    | 6          |  |    | Spiel um Platz 3 | Spiel um Platz 3 | Spiel um Platz 3 |
|  | B2            | Macau         | 1             |  |  |            |             |            |  |    | A3               | Malaysia         | 0                |
|  |               |               |               |  |  |            |             |            |  |    | A4               | Singapur         | 4                |

### Viertelfinale
| 7. März 2019 16:00 Uhr (Ortszeit) | Singapur | 7:4 (2:3, 3:1, 2:0) Spielbericht | Indonesien | Empire City Ice Arena, Kuala Lumpur Zuschauer: 109 |

| 7. März 2019 19:30 Uhr | Malaysia | 8:1 (2:0, 4:0, 2:1) Spielbericht | Macau | Empire City Ice Arena, Kuala Lumpur |

### Halbfinale
| 8. März 2019 16:00 Uhr | Philippinen | 6:1 (3:0, 2:1, 1:0) Spielbericht | Singapur | Empire City Ice Arena, Kuala Lumpur Zuschauer: 136 |

| 8. März 2019 19:30 Uhr | Mongolei | 12:6 (1:2, 6:2, 5:2) Spielbericht | Malaysia | Empire City Ice Arena, Kuala Lumpur Zuschauer: 335 |

### Spiel um Platz 3
| 9. März 2019 15:00 Uhr | Malaysia | 0:4 (0:1, 0:1, 0:2) Spielbericht | Singapur | Empire City Ice Arena, Kuala Lumpur Zuschauer: 294 |

### Finale
| 9. März 2019 18:30 Uhr | Philippinen | 3:6 (0:3, 1:0, 2:3) Spielbericht | Mongolei | Empire City Ice Arena, Kuala Lumpur Zuschauer: 368 |

## Abschlussplatzierungen
| Pl. | Team        |
| --- | ----------- |
| 1   | Mongolei    |
| 2   | Philippinen |
| 3   | Singapur    |
| 4   | Malaysia    |
| 5   | Indonesien  |
| 6   | Macau       |
| 7   | Oman        |